# Diana Manners
Lady Diana Olivia Winifred Maud Manners, viscontessa Norwich (Londra, 29 agosto 1892 – Londra, 16 giugno 1986), è stata una nobildonna e attrice inglese.
Da giovane si unì a un celebre gruppo di intellettuali noto come La Coterie, la maggior parte dei quali furono uccisi durante la prima guerra mondiale.

## Biografia
Lady Diana nacque al 23A Bruton Street a Mayfair. Ufficialmente era la figlia più giovane di Henry Manners, VIII duca di Rutland, e di sua moglie, Violet Lindsay. Sua madre, che era una ammiratrice dell'autore George Meredith, chiamò sua figlia in onore del personaggio del romanzo di Meredith Diana of the Crossways. Ufficialmente era la figlia del duca di Rutland, ma il padre biologico di Lady Diana era lo scrittore Henry (o Harry) Cust. Già nel 1908, un'ex governante face circolare vari opuscoli che sostenevano che Cust fosse il padre di Diana Manners e David Lindsay (un lontano cugino di sua madre) annotò nel suo diario che si diceva che la somiglianza fosse sorprendente. Lei stessa non se ne rese conto fino a quando non le fu menzionato casualmente a una festa dopo che era entrata in società.

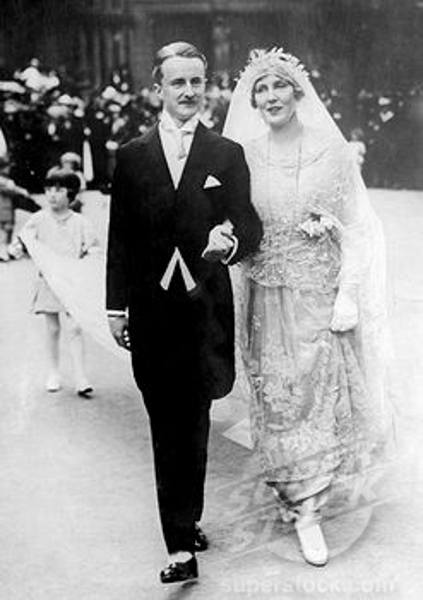
Duff Cooper e Lady Diana Manners nel 1919.

## Matrimonio
Lady Diana si unì a un celebre gruppo di intellettuali noto come La Coterie ed era la più famosa del gruppo, che comprendeva Raymond Asquith, Patrick Shaw-Stewart, Edward Horner, Sir Denis Anson e Duff Cooper. Diana nutriva un amore per Asquith, e divenne amica intima sia di lui che di sua moglie Katherine. La sua morte nella prima guerra mondiale la devastò e fu aggravata dalla perdita di altri uomini nella sua cerchia: Horner, Charles Lister, Julian e Billy Grenfell e Shaw-Stewart.
Sposò, il 2 giugno 1919 a Londra, Duff Cooper, I visconte Norwich (22 febbraio 1890-1 gennaio 1954), figlio di Sir Alfred Cooper. Ebbero un figlio:
- John Julius Cooper, II visconte Norwich (15 settembre 1929-1 giugno 2018)

Non fu una scelta popolare tra i genitori di Diana che non lo consideravano alla sua altezza per la sua mancanza di titolo e ricchezza nonché per il suo vizio per il bere, giocare d'azzardo e le donne. Speravano in un matrimonio con il Principe di Galles. Quanto a Cooper, una volta scrisse impulsivamente una lettera a Lady Diana, prima del loro matrimonio, dichiarando: "Spero che tutti quelli che ti piacciono più di me moriranno molto presto". 

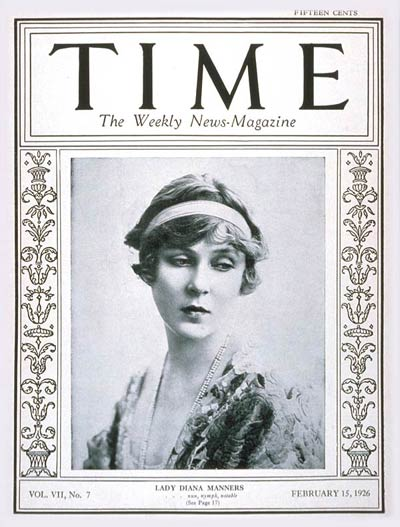
Lady Diana Cooper, sulla copertina del Time (15 febbraio 1926)

## Carriera
Ha lavorato come infermiera del Voluntary Aid Detachment (VAD) al Guy's Hospital durante la guerra, e successivamente in un ospedale per ufficiali che sua madre aveva fondato a Londra. Ha anche lavorato brevemente come redattrice della rivista Femina e ha scritto una rubrica sui giornali di Beaverbrook prima di dedicarsi alla recitazione. Il suo lavoro come infermiera aumentò la sua popolarità e notorietà pubblica. Il suo nome comparve nella versione in tempo di guerra della canzone del music-hall "Burlington Bertie".
Nel 1918 Lady Diana assunse ruoli cinematografici non accreditati; in The Great Love ha interpretato se stess. È apparsa anche in un film di propaganda per lo sforzo bellico, Hearts of the World, diretto da D.W. Griffith, che l'ha scelta perché la considerava "la donna più amata d'Inghilterra". Alcuni anni dopo ha recitato in due dei primi film a colori britannici: La gloriosa avventura (1922) e The Virgin Queen (1923); in quest'ultimo ha interpretato la regina Elisabetta I. Poi si rivolse al palcoscenico, interpretando la Madonna nel revival del 1924 de Il miracolo (regia di Max Reinhardt). Lo spettacolo ha ottenuto un eccezionale successo internazionale e intraprese una tournée di dodici anni con il cast.

## Figura sociale
Nel 1924 prestò la sua fama alla campagna politica del marito per un seggio in Parlamento. I Cooper erano amici di Edoardo VIII e furono suoi ospiti in una crociera in yacht nell'Adriatico del 1936 che notoriamente fece conoscere pubblicamente per la prima volta la sua relazione con Wallis Simpson.
Ha sostenuto suo marito nei suoi incarichi politici, anche viaggiando con lui in Estremo Oriente alla fine del 1941 prima dell'attacco giapponese alla Malesia britannica. In qualità di rappresentante personale del primo ministro Churchill, suo marito non riuscì a mettere in atto una strategia positiva e fu richiamato nel gennaio 1942, poco prima della caduta di Singapore a febbraio. Tra l'accompagnamento del marito nei suoi appuntamenti in tempo di guerra all'estero, Lady Diana convertì la sua proprietà di tre acri a Bognor Regis in una piccola tenuta per far fronte al razionamento. Aiutata dal suo amico Conrad Russell, allevò il bestiame, coltivava raccolti, praticava l'apicoltura e produceva burro e formaggi. Si è anche offerta volontaria in una mensa dell'YMCA e ha lavorato brevemente in un'officina realizzando reti mimetiche per i cannonieri.
Tra gennaio e agosto 1944 la coppia visse ad Algeri, dove Duff Cooper fu nominato rappresentante britannico presso il Comitato francese di Liberazione nazionale. Lady Diana concentrò le sue energie come hostess nel creare un "Eden" nella casa della coppia per i funzionari britannici di stanza ad Algeri, che erano alloggiati in alloggi non riscaldati e senz'acqua. La casa dei Cooper ha fornito al personale britannico uno sbocco per il riposo, la socializzazione, il buon cibo e la ricreazione. La sua reputazione divenne ancora più celebrata in Francia come il fulcro della cultura letteraria francese del secondo dopoguerra, quando Cooper prestò servizio dal 1944 al 1948 come ambasciatore della Gran Bretagna in Francia. Durante questo periodo, la popolarità di Lady Diana come hostess rimase inalterata, anche dopo le accuse secondo cui la lista degli ospiti dell'ambasciata includeva "pederasti e collaboratori". La coppia era nota per mantenere una "casa aperta" ogni sera dove personalità culturali e diplomatici di spicco potevano venire liberamente per socializzare, gustando buon cibo e abbondanti liquori forniti dal governo britannico.
Dopo il ritiro di Cooper nel 1947, la coppia continuò a vivere in Francia a Chantilly, fino alla sua morte nel 1954, a seguito di un'emorragia gastrointestinale superiore correlata dall'alcol. La decisione della coppia di rimanere in Francia è stata controversa perché contraria al protocollo diplomatico; la loro continua popolarità come figure sociali e ospiti a Parigi ha effettivamente reso la loro casa un'ambasciata britannica rivale. Fu ospite di spicco a Le Bal Oriental organizzato da Carlos de Beistegui a Palazzo Labia a Venezia nel 1951. Conosciuta come il "Ballo del Secolo", Lady Diana vestita da Cleopatra salutò i suoi ospiti, circa 1.000 persone, in un corteo nel vestibolo. Duff Cooper fu creato visconte di Norwich nel 1952, per i servizi alla nazione, ma Lady Diana rifiutò di essere chiamata viscontessa di Norwich, sostenendo che suonava come "porridge". Dopo la morte del marito, fece un annuncio in tal senso sul Times, affermando di essere "tornata al nome e al titolo di Lady Diana Cooper".

## Morte
Lady Diana ridusse drasticamente le sue attività alla fine degli anni '50, ma produsse tre volumi di memorie: The Rainbow Comes and Goes, The Light of Common Day e Trumpets from the Steep. I tre volumi sono inclusi in una compilation chiamata Autobiography (ISBN 9780881841312). Morì nella sua casa di Little Venice a West London nel 1986 all'età di 93 anni, dopo molti anni di crescente infermità. Il suo corpo fu sepolto all'interno del mausoleo della famiglia Manners al castello di Belvoir.
Nel 2013, suo figlio ha curato un volume delle sue lettere scritte in gioventù intitolato Darling Monster: The Letters of Lady Diana Cooper to Her Son John Julius Norwich.

## Ascendenza
|                                     |                                                   |                                          | Genitori                                                  |  |  | Nonni |  |  | Bisnonni                        |  |  | Trisnonni                           |  |
|                                     |                                                   |                                          |                                                           |  |  |       |  |  | John Manners, V duca di Rutland |  |  | Charles Manners, IV duca di Rutland |  |
|                                     |                                                   |                                          |                                                           |  |  |       |  |  | John Manners, V duca di Rutland |  |  | Charles Manners, IV duca di Rutland |  |
|                                     |                                                   | Mary Isabella Somerset                   |                                                           |  |  |       |  |  | John Manners, V duca di Rutland |  |  |                                     |  |
| John Manners, VII duca di Rutland   |                                                   |                                          |                                                           |  |  |       |  |  | John Manners, V duca di Rutland |  |  |                                     |  |
|                                     |                                                   | Elizabeth Howard                         | Frederick Howard, V conte di Carlisle                     |  |  |       |  |  |                                 |  |  |                                     |  |
|                                     |                                                   | Elizabeth Howard                         | Frederick Howard, V conte di Carlisle                     |  |  |       |  |  |                                 |  |  |                                     |  |
|                                     |                                                   | Elizabeth Howard                         | Margaret Leveson-Gower                                    |  |  |       |  |  |                                 |  |  |                                     |  |
| Henry Manners, VIII duca di Rutland |                                                   | Elizabeth Howard                         |                                                           |  |  |       |  |  |                                 |  |  |                                     |  |
|                                     |                                                   | George Marlay                            | George Marlay                                             |  |  |       |  |  |                                 |  |  |                                     |  |
|                                     |                                                   | George Marlay                            | George Marlay                                             |  |  |       |  |  |                                 |  |  |                                     |  |
|                                     |                                                   | George Marlay                            | Catherine Rochfort Butler                                 |  |  |       |  |  |                                 |  |  |                                     |  |
| Catherine Louisa Georgina Marley    |                                                   | George Marlay                            |                                                           |  |  |       |  |  |                                 |  |  |                                     |  |
|                                     |                                                   | Catherine Louisa Augusta Tisdall         | James Tisdall                                             |  |  |       |  |  |                                 |  |  |                                     |  |
|                                     |                                                   | Catherine Louisa Augusta Tisdall         | James Tisdall                                             |  |  |       |  |  |                                 |  |  |                                     |  |
|                                     |                                                   | Catherine Louisa Augusta Tisdall         | Katherine Marie Dawson                                    |  |  |       |  |  |                                 |  |  |                                     |  |
| Diana Manners                       |                                                   | Catherine Louisa Augusta Tisdall         |                                                           |  |  |       |  |  |                                 |  |  |                                     |  |
|                                     | James Lindsay, XXIV conte di Crawford e Balcarres | Alexander Lindsay, VI conte di Balcarres |                                                           |  |  |       |  |  |                                 |  |  |                                     |  |
|                                     | James Lindsay, XXIV conte di Crawford e Balcarres | Alexander Lindsay, VI conte di Balcarres |                                                           |  |  |       |  |  |                                 |  |  |                                     |  |
|                                     | James Lindsay, XXIV conte di Crawford e Balcarres | Elizabeth Dalrymple                      |                                                           |  |  |       |  |  |                                 |  |  |                                     |  |
| Charles Lindsay                     | James Lindsay, XXIV conte di Crawford e Balcarres |                                          |                                                           |  |  |       |  |  |                                 |  |  |                                     |  |
|                                     |                                                   | Maria Pennington                         | John Pennington, I barone Muncaster                       |  |  |       |  |  |                                 |  |  |                                     |  |
|                                     |                                                   | Maria Pennington                         | John Pennington, I barone Muncaster                       |  |  |       |  |  |                                 |  |  |                                     |  |
|                                     |                                                   | Maria Pennington                         | Penelope Compton                                          |  |  |       |  |  |                                 |  |  |                                     |  |
| Violet Lindsay                      |                                                   | Maria Pennington                         |                                                           |  |  |       |  |  |                                 |  |  |                                     |  |
|                                     |                                                   | Montague Browne                          | James Browne, II barone Kilmaine                          |  |  |       |  |  |                                 |  |  |                                     |  |
|                                     |                                                   | Montague Browne                          | James Browne, II barone Kilmaine                          |  |  |       |  |  |                                 |  |  |                                     |  |
|                                     |                                                   | Montague Browne                          | Anne Cavendish                                            |  |  |       |  |  |                                 |  |  |                                     |  |
| Emilia Anne Browne                  |                                                   | Montague Browne                          |                                                           |  |  |       |  |  |                                 |  |  |                                     |  |
|                                     |                                                   | Catherine Penelope de Montmorency        | Lodge de Montmorency, I visconte Frankfort de Montmorency |  |  |       |  |  |                                 |  |  |                                     |  |
|                                     |                                                   | Catherine Penelope de Montmorency        | Lodge de Montmorency, I visconte Frankfort de Montmorency |  |  |       |  |  |                                 |  |  |                                     |  |
|                                     |                                                   | Catherine Penelope de Montmorency        | Catharine White                                           |  |  |       |  |  |                                 |  |  |                                     |  |
|                                     |                                                   | Catherine Penelope de Montmorency        |                                                           |  |  |       |  |  |                                 |  |  |                                     |  |